# Санфурш, Соланж
Соланж Санфурш (18 июля 1922, Карсак-Айак, Дордонь — 12 июня 2013, Сарла-ла-Канеда, Дордонь) — боец Французского Сопротивления во время Второй мировой войны.

## Биография
Соланж Санфурш родилась в Карсак-Айаке, Дордонь. 
Известная под кодовым именем Мари-Клод, она работает машинисткой, почтальоном и сотрудником связи.  
Во время немецкой оккупации семья Санфурш скрывала и укрывала в Перигё десятки подпольных борцов за свободу, разыскиваемых гестапо или французской милицией. 
В декабре 1945 года в Перигё Санфурш вышла замуж за Эдуара Валери, который был командиром отряда движения сопротивления во время Второй мировой войны. 